# Jean Thomassen
Jean Thomassen (Den Haag, 5 september 1949) is een Nederlands schilder en schrijver.

## Leven en werk
Jean Thomassen schilderde in de anonimiteit van zijn atelier in Den Haag tot de actrice Ine Veen in 1974 zijn atelier bezocht. Zij was onmiddellijk gecharmeerd door het werk van deze eigenzinnige schilder en bezorgde hem zijn eerste expositie in de Haagse galerie Artim, destijds de thuishaven van bekende realisten, waaronder Carel Willink, Johfra en Henk Helmantel. Zijn werk werd eind jaren tachtig bekroond met prijzen in Canada, de Verenigde Staten en Bulgarije. Hij is een exponent van het absurd realisme. Overzichtstentoonstellingen in het museum Markiezenhof in Bergen op Zoom (1995) en in het Westfries Museum (2000 en 2001) trokken veel belangstelling van pers en publiek.
Bredere bekendheid kreeg hij in 1991 door een reeks herdenkingstentoonstellingen rond ballerina Anna Pavlova. Hij schreef de biografie Anna Pavlova, triomf en tragedie van een megaster die zou ontaarden in een internationale actie voor de terugkeer van de stoffelijke resten van Pavlova van Londen naar Rusland.
Sinds 1998 vermeldt het Guinness Book of Records Thomassen als de maker van het kleinste olieverfschilderij ter wereld. Het meet 1,2 x 1,2 mm en stelt het rechteroog van Ine Veen voor. Thomassen schildert vaak met gemalen Egyptische mummie, vermiljoen, smalt en andere antieke verfstoffen. Hij is waarschijnlijk een van de laatste schilders die deze verfstoffen gebruikt. De in België woonachtige Gerard van Hulst schreef in 1995 een boek over de absurde realiteit van Jean Thomassen, die we ook als auteur kennen van een groeiende reeks boeken en artikelen over de meest uiteenlopende onderwerpen.
Op 17 november 2008 ging de belangrijke Ennekingcollectie met 183 realistische werken in vlammen op. Hieronder bevonden zich een dozijn werken van Jean Thomassen waaronder zijn Egyptisch drieluik dat met 170 x 540 cm, zijn tot nu toe grootste werk was.
In 2010 werd Jean Thomassen benoemd tot ridder in de Orde van Oranje-Nassau voor zijn bijdragen aan de Nederlandse schilderkunst. In 2013 werd zijn werk in Leipzig bekroond met een Merit Award, een jaar later won hij in Duitsland de First Prize Palm Award.
Ter gelegenheid van zijn 70ste verjaardag werd hij in 2019 geëerd met een overzichtstentoonstelling in Museum Slager in Den Bosch. Hier waren voor het eerst een aantal van zijn belangrijkste werken samen te zien. De tentoonstelling trok enorme belangstelling van publiek en pers.
De Engelse verzamelaar en Thomassenkenner Glenn Janes schreef speciaal voor deze tentoonstelling een boek over de schilder die bekend werd door zijn absurde schilderijen met luchten vol spijkers, gebakken eieren, scheve huizen met huilende dakpannen en overal loerende ogen. Veel van die schilderijen bevinden zich in het buitenland. Onder zijn belangrijkste werken  rekent men: Egyptian Tryptic, 1900 & Yesterday en Last Judgement Day een typerend drieluik waarop God met een atoombom wordt opgeblazen. Het was een half jaar te zien in Museum Slager in Den Bosch, tijdens de festiviteiten rond het Jeroen Boschjaar in 2016, want Thomassen wordt door sommige recensenten (b.v. Rob Bakker, NHD 10-8-2019) aangemerkt als onze hedendaagse Jeroen Bosch.

## Enkele schilderijen van Jean Thomassen

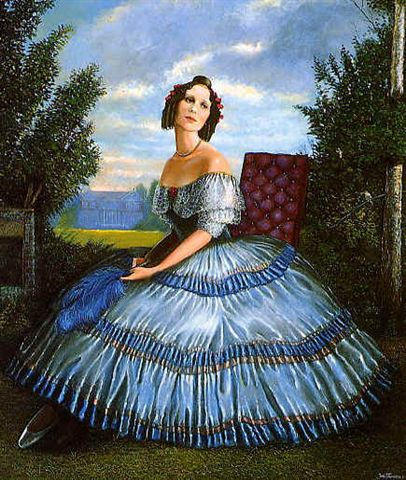
Anna Pavlova
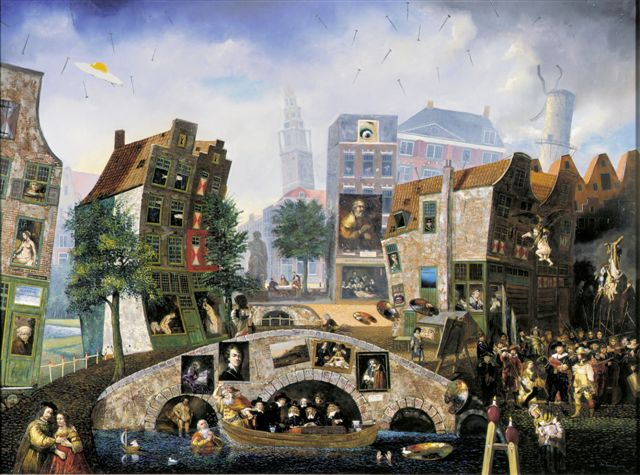
28x Rembrandt
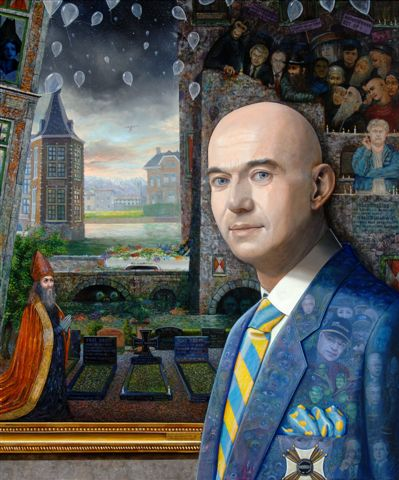
Pim Fortuyn

## Boeken van Jean Thomassen
- Magie geheimen, 1972
- Rock and Roll herinneringen (co auteur), 1989. ISBN 90-73130-01-8
- Anna Pavlova, triomf en tragedie van een megaster, Amsterdam, Van Soeren, 1995, ISBN 9068810421
- Oude Meesters van morgen (de Enneking Collectie), Amsterdam, Van Soeren, 2000, ISBN 9068811045
- Zwendel in de kunst en antiekhandel. Soesterberg, Aspekt, 2007, ISBN 9789059112858
- Het evangelie van het kwaad. Soesterberg, Aspekt, 2007, ISBN 9789059115569
- Egypte eerder en anders. Soesterberg, Aspekt, 2008, ISBN 9059115759
- Muziek van de duivel. Soesterberg, Aspekt, 2009, ISBN 9789059117082
- Mediums en andere fenomenen. Soesterberg, Aspekt, 2009, ISBN 9059117514
- Smeerlappen in de kunst. Soesterberg, Aspekt, 2009, ISBN 9789059115996
- Britain I, (co- auteur). Soesterberg, Aspekt, 2009, ISBN 9789059117181
- Was Adam een gorilla?. Soesterberg, Aspekt, 2010, ISBN 9789059119291
- Dierendrama’s (co- auteur Ine Veen) 2010,  ISBN 9789088421457
- Britain II, (co- auteur). Soesterberg, Aspekt, 2011, ISBN 9789059119444
- Kanttekeningen bij de Holocaust. Soesterberg, Aspekt, 2011, ISBN 9789059116962
- Doek op voor een echte ster. (Met een voorw. van Henk van der Meijden). Den Haag, U2pi, 2017, ISBN 9789087596873
- 1900 en gisteren, 2019, ISBN 9789087598303
- The Amasis Collection (co auteur), 2020, ISBN 9780956627179
- Race naar de sterren, 2021, ISBN 9789493240575

## Trivia
Jean Thomassen is ook de ontwerper van de allereerste Rock and Roll Bootlegs die in Nederland begin jaren zeventig verschenen bij White Label en Redita Records.  

## Over Jean Thomassen
- J. Fitzsimmons: Jean Thomassen. 1977 (limited edition).
- Gerard van Hulst: De absurde realiteit van Jean Thomassen. Amsterdam, Van Soeren, 1995, ISBN 9789068810554
- Glenn Janes: Absurd Realism, Jean Thomassen. U2pi, 2019, ISBN 9789087598419